# Тихи (лик)
Тихи је измишљени и главни лик из телевизијских серија Отписани из 1974. и Повратак отписаних из 1978. као и из филма Повратак отписаних из 1976.
Лик Тихија су створили Драган Марковић и Синиша Павић. Тумачио га је глумац Воја Брајовић, који је својом изванредном глумом створио од Тихија једног од најпознатијих јунака југословенске кинематографије.

## Опис лика
Тихи је антифашиста, јунак који се бори бротив нациста. Истиче се својом храброшћу и интелигенцијом.

## О њему
Тихи и његова екипа раде и спроводе у дело диверзије које ремете немачке планове. Његов највећи непријатељ, као и код остатка његове дружине, јесте Кригер. Они одлучују да формирају илегалну групу да би се супротставили Вермахту. Акције Тихија и његове екипе довешће их на врх списка за уклањање Специјалне полиције и Гестапоа.